# 폴란드볼

폴란드의 컨트리볼 예시. 뒤집힌 국기는 의도된 것이다.

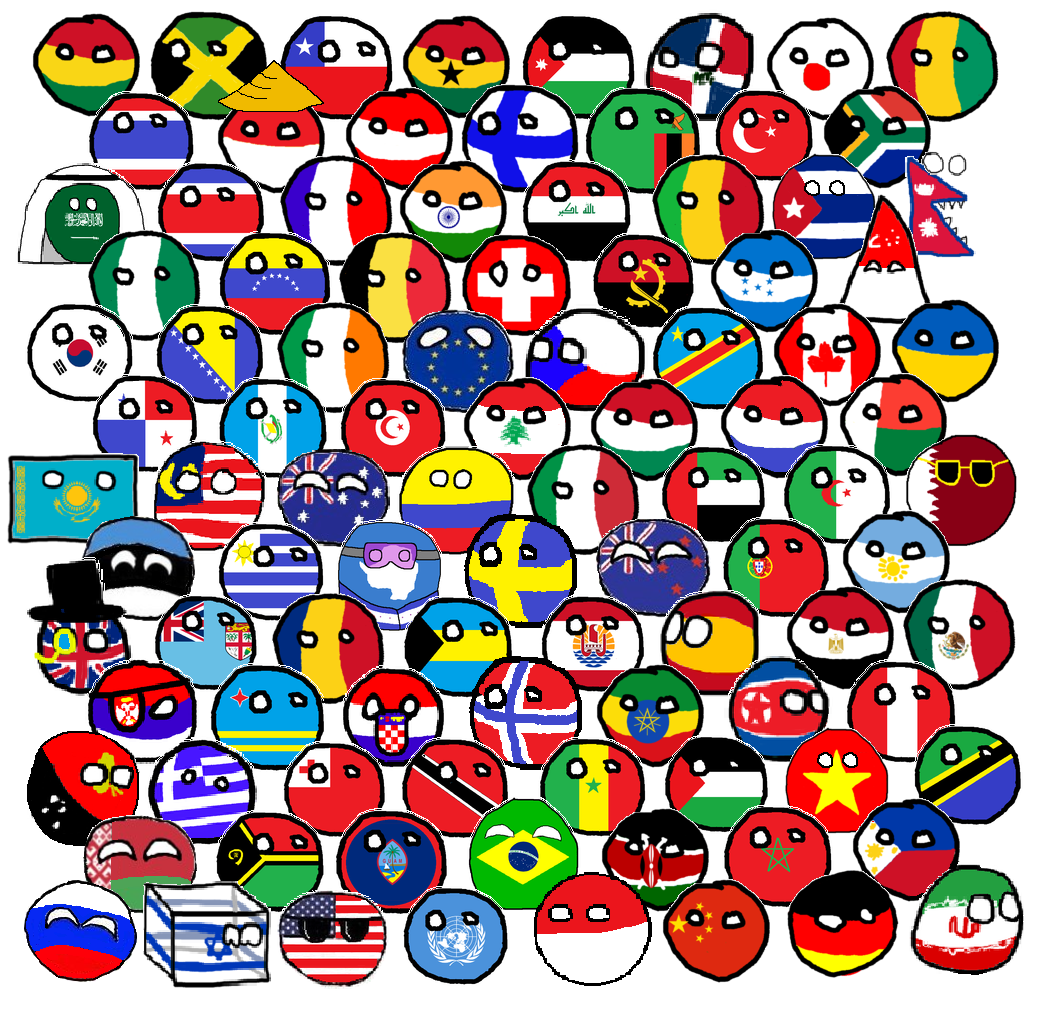
컨트리볼 모임

컨트리볼(Countryballs) 또는 폴란드볼(Polandball)은 지정학적 인터넷 밈으로, 주로 웹 만화에서 국가 또는 정치 단체가 국기 장식이 되어 있고 눈이 있는 의인화된 공으로 표현된다. 이 만화는 다양한 시나리오에서 캐릭터를 등장시키는데, 주로 고정관념, 국제 관계, 역사적 사건을 풍자한다. 컨트리볼 만화의 다른 일반적인 특징으로는 비영어권 국가들이 브로큰 잉글리시로 말하는 것, 즉 그들의 국어 어휘가 포함된 것, 정치적 올바름에 대한 비판, 블랙 코미디가 있다. 만화는 일반적으로 그림판 또는 더 고급 그래픽 아트 소프트웨어를 사용하여 제작되며, 종종 의도적으로 조악하게 그려진다.
컨트리볼은 인터넷에서 계속 인기를 끌고 있으며, 페이스북 커뮤니티는 2015년 7월까지 215,000명 이상의 회원을 보유했고, 레딧의 r/Polandball 서브레딧은 2024년까지 650,000명 이상에 달했다.

## 배경 역사

### 선구자
컨트리볼의 간접적인 기원은 drawball.com으로 거슬러 올라갈 수 있다. 이 웹사이트에서 사용자는 "드로볼"이라고 불리는 원형 캔버스에 자유롭게 그림을 그릴 수 있었다. 2009년 8월, 폴란드의 Wykop.pl, PokazyWarka, 기타 다른 여러 사이트에서 수천 명의 네티즌들이 "POLSKA"라는 단어가 중앙에 있는 폴란드의 국기 그림으로 전체 드로볼을 점령했다. 원형 캔버스는 국기를 문자 그대로 "폴란드 공"으로 보이게 하는 방식으로 제한했다. 이 습격은 Kibice.net 포럼의 한 사람이 폴란드 국기를 그리는 것을 도와달라고 요청한 후에 발생했다.
웹사이트의 다른 사용자는 색상 구성을 몬스터볼과 일치시키거나 큰 만자문으로 훼손하여 작품을 방해하려고 시도했다. 결국 해커가 8월 18일에 NK.pl과 Wykop.pl을 공격했다. 사이트들은 공격을 견뎌냈지만, 그날 남은 시간 동안 상당히 느리게 작동했다.
영국 잡지 The Shortlisted는 이 만화들이 이탈리아 애니메이터 브루노 보제토의 작품, 특히 1999년 웹 애니메이션 단편 'Europe VS Italy'에서 영감을 받았을 가능성이 있다고 언급했다. 이 단편은 이탈리아와 유럽 연합의 문화적 차이를 정치 풍자한 것으로, 캐릭터들도 구형으로 등장했다.

### 최초의 컨트리볼 만화와 확산

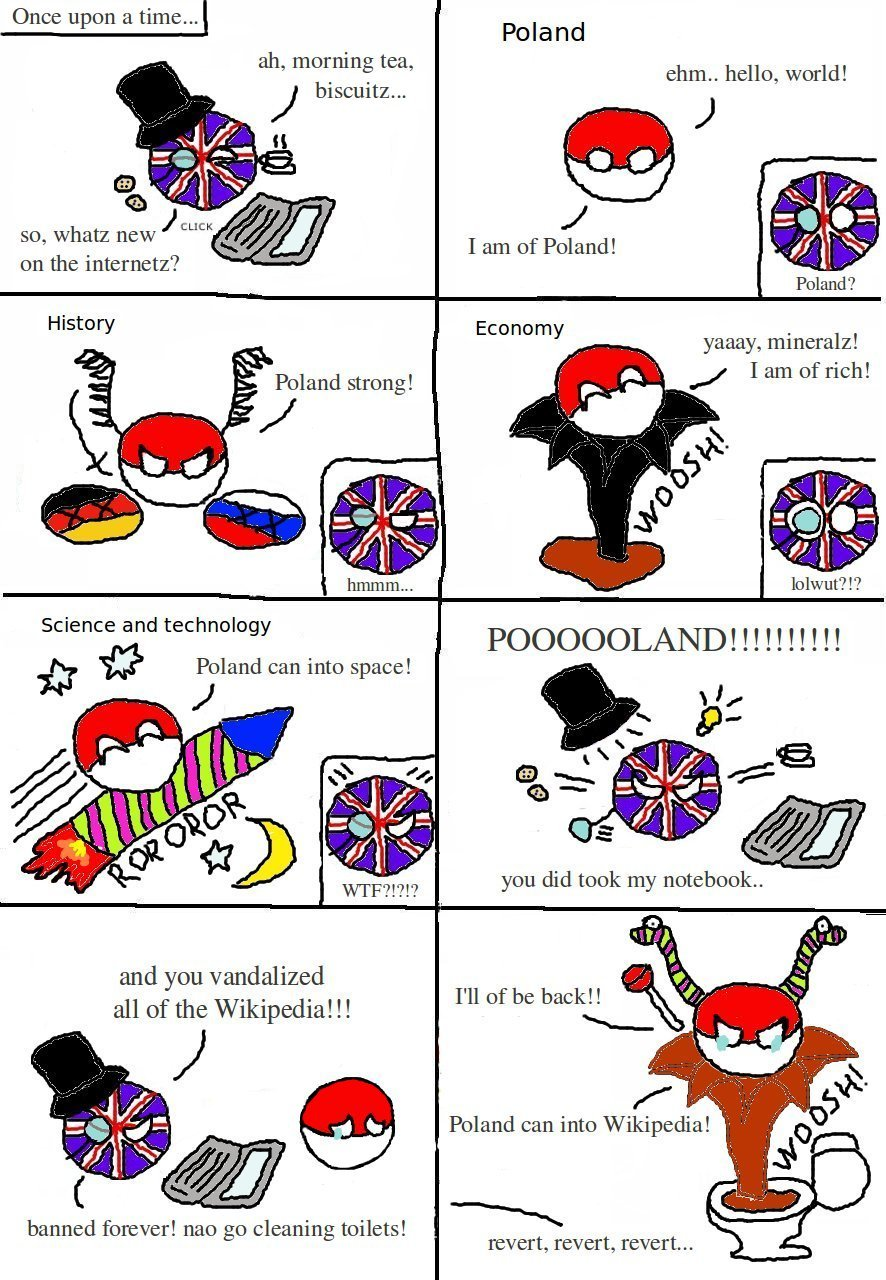
2012년경 폴란드가 위키백과를 훼손한 후 영국에게 변기를 청소하도록 강요당하는 모습을 보여주는 만화

현대 컨트리볼 형식의 창시자는 종종 독일의 화상게시판 Krautchan.net의 영국 사용자 Falco로 알려져 있다. 그는 2009년 9월 /int/ 게시판에 게시하기 전에 그림판으로 첫 번째 만화를 그렸다. 특히 폴란드는 뒤집힌 폴란드 국기(그래서 인도네시아나 모나코의 국기처럼 보임)로 그려졌는데, 어떤 사람들은 이것이 의도적인지, 아니면 팔코가 색상 패턴을 몰랐기 때문인지 논쟁을 벌였다. 현대의 컨트리볼 만화와는 달리, 원본 만화는 종종 브로큰 잉글리시로 말하는 같은 게시판의 폴란드 사용자 Wojak을 조롱하기 위해 만들어졌다.
초기 만화 이후, 컨트리볼 만화를 만드는 것은 게시판의 다른 사용자, 특히 만화에 여러 새로운 국가를 추가하기 시작한 러시아인 사이에서 인기를 얻었다.

## 인기

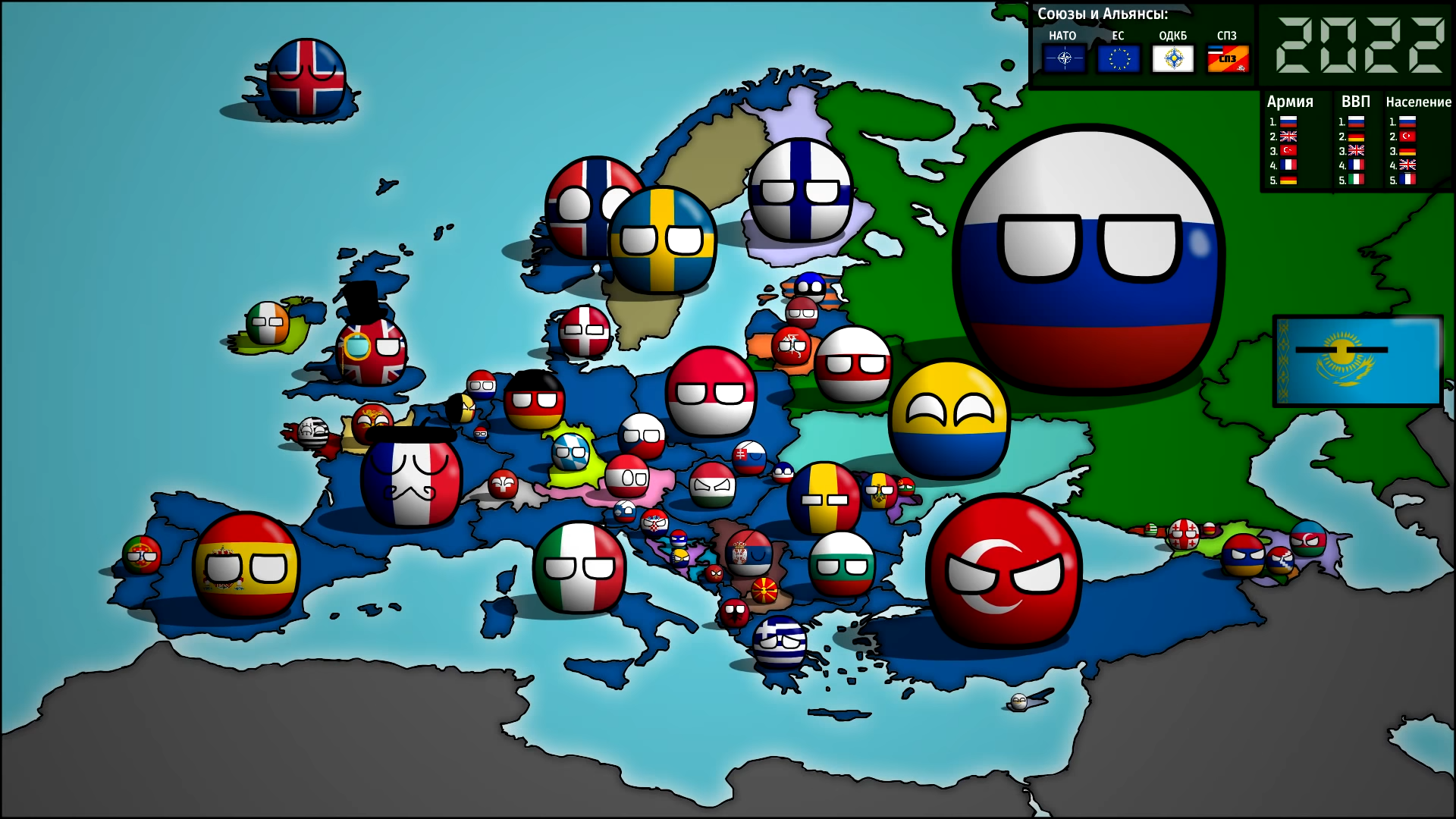
컨트리볼을 포함하는 대체 역사 비디오의 예시.

이 스타일은 밈으로 널리 인기를 얻었으며 레딧과 페이스북과 같은 인터넷 플랫폼에서 전용 커뮤니티도 생겨났다. 이 예술 스타일의 인기 요인 중 하나는 다른 문화에 대한 짧은 이야기를 간단하고 유머러스하게 전달하는 능력이다. 또한 여러 국가의 캐릭터화는 더 짧은 만화 형식에도 잘 어울린다. 컨트리볼의 또 다른 일반적인 형식은 대체 역사 비디오로, 종종 전쟁이나 분쟁의 대안 시나리오를 보여주기 위해 세계 지도가 변형되는 모습도 보여준다.
2015년 7월 기준 페이스북 커뮤니티에는 215,000명 이상의 회원이 있었는데, 주된 커뮤니티는 만자문을 포함한 혐오 상징의 지속적인 사용으로 인해 가끔 금지되었다. r/polandball 서브레딧은 같은 시기에 250,000명 이상의 구독자를 달성했으며, 2024년까지 650,000명 이상으로 증가했다. 폴란드볼 위키는 팬덤에 의해 삭제되기 전에 480,159건의 편집을 기록했다.

## 주제

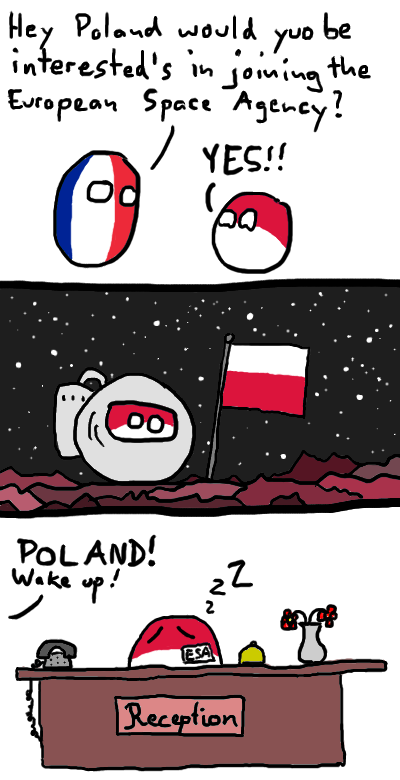
2012년 "폴란드는 우주로 갈 수 업서"(Poland cannot into space)라는 문구의 확장을 특징으로 하는 2012년 만화. 이 만화는 폴란드가 2012년에 유럽 우주국에 가입한 것을 언급한다.

컨트리볼의 전제는 국가와 그들의 역사, 외교 관계, 그리고 고정관념을 나타낸다는 것이다. 주로 확대망상, 역사, 시사, 그리고 국가적 콤플렉스에 초점을 맞춘다. 영어를 사용하는 국가를 제외하고는, 컨트리볼의 대화는 롤캣 밈을 연상시키는 브로큰 잉글리시와 인터넷 속어로 쓰이는 경향이 있다. 컨트리볼은 종종 해당 국가의 국어 단편을 문법적으로 틀리게 통합하여 사용한다. 컨트리볼 매체는 단일한 정의된 작가를 가지고 있지 않으며, 누구나 만들 수 있다.

### 폴란드
폴란드는 이 밈의 핵심 캐릭터이다. 폴란드볼에서 폴란드의 묘사는 종종 고정관념에 의존한다. 이는 폴란드인들이 영어 실력이 부족하고, 주변 국가들의 반복된 침략으로 인해 과거의 실패를 다른 사람 탓으로 돌리며, 역사를 미화하는 경향이 있고, 멍청하고 지나치게 종교적인 것으로 인식되는 것 등등이 포함되는 경우도 있다.
일부 폴란드볼 만화는 러시아와 같은 일부 국가가 우주를 탐사할 수 있는 반면 폴란드는 그렇지 못하다는 전제에서 비롯된다. 이 전제는 폴란드가 2012년까지 유럽 우주국에서 제외되었던 것을 풍자하는 데 사용되었다. 가장 초기 폴란드볼 만화 중 하나는 지구가 충돌 사건을 겪을 것이라는 전제로 시작하며, 우주 기술을 가진 모든 국가들이 지구를 떠나 행성 주위의 궤도에 정착하는 것으로 이어진다. 만화 끝에서, 아직 지구에 남아 있는 눈물 흘리는 폴란드는 "Poland cannot into space" [sic]라고 말한다.

### 기타 국가
컨트리볼은 주로 다른 나라와 함께 만화 안에 등장하며 이 만화는 때때로 여전히 폴란드볼 만화로 언급된다. 그러나 이들은 더 일반적으로 "컨트리볼"로 불린다. 주, 지방, 다른 하위 행정 구역, 다국적 기구(예: 유럽 연합)도 사용된다. 다른 국가는 일반적으로 자신들의 영광스러운 시절이나 개별적인 성공 사건을 회상하는 모습으로 그려지는데, 여기에는 러시아가 추축국의 침략을 격퇴하는 모습도 포함된다.
컨트리볼 만화에는 다양한 다른 확립된 관습이 있다. 영국은 보통 편안경과 실크해트를 쓰고 차 한 잔을 들고 있다. 그들은 종종 대영 제국 시절의 영광을 슬프게 회상하는 늙은 젠틀맨으로 묘사된다. 미국은 커다란 검은색 선글라스를 쓰고 애국적이고 우스꽝스러우며 자랑스러운 성격을 가지고 있다. 국가들은 대부분 공으로 표현되지만, 싱가포르는 삼각형 형태를 취하며 트링가포르(Tringapore)라고 불린다. 이스라엘은 초입방체 형태를 취하며 (유대 물리학을 참조), 카자흐스탄은 벽돌 형태를 취한다.

만화에서 흔한 캐릭터는 라이히탱글(Reichtangle)로, 독일 제국 국기로 장식되어 있고 표정 없는 흰색 점 눈을 가진 키 큰 직사각형이다. 이 캐릭터는 종종 "Guten tag"이라는 문구와 함께 다른 나라들(특히 폴란드) 뒤에 나타나 공격할 준비를 하며 그들을 겁에 질리게 한다. 만화에 따라 독일군이나 독일 제국주의를 나타내기도 하지만, 공식적으로는 가상의 제4제국이다.

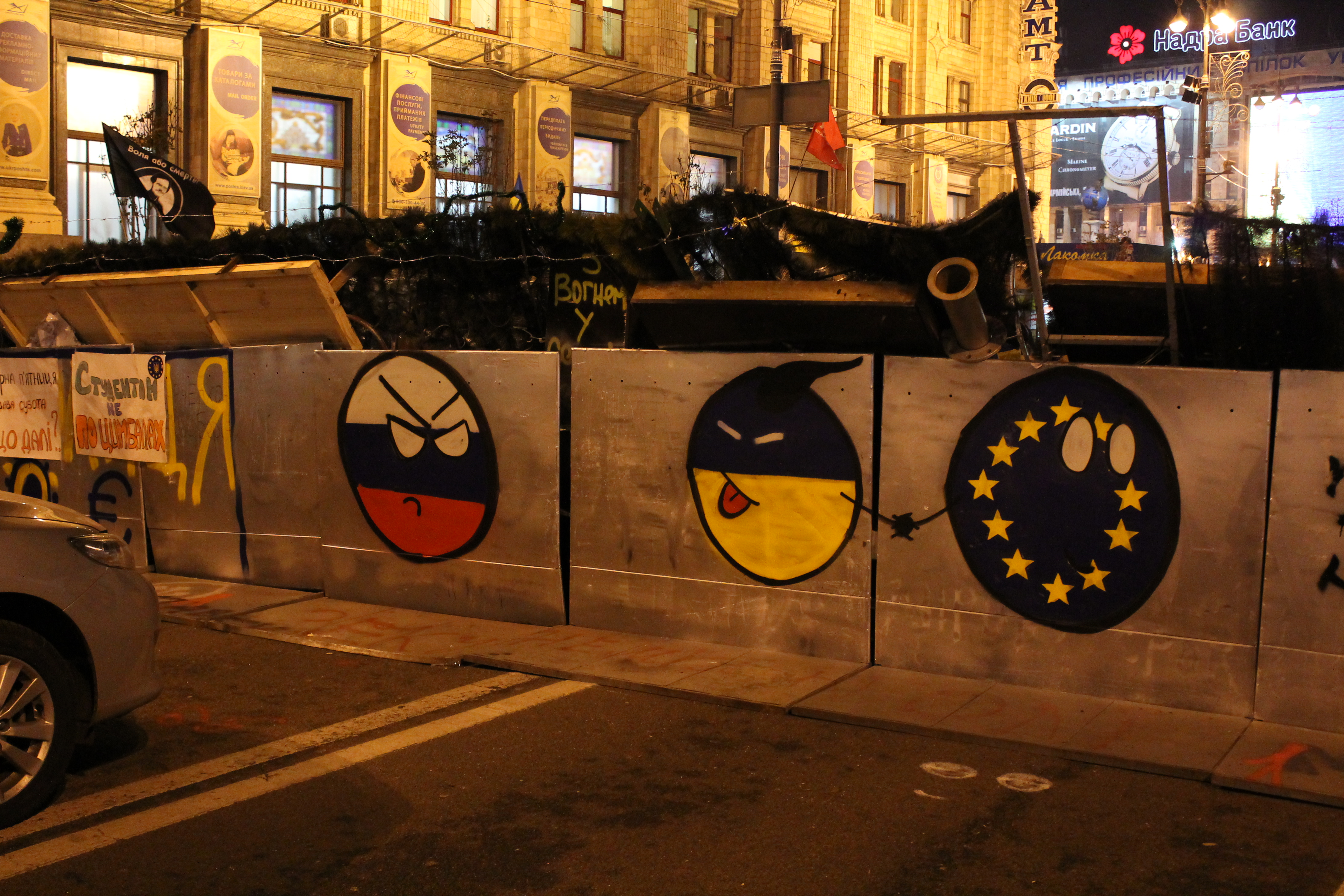
2013년 키이우 유로마이단 시위 중 유럽 연합–우크라이나 협력 협정을 묘사한 컨트리볼 낙서

컨트리볼의 단순함은 세계사에 대한 인지와 시사에 대한 초점과 함께 국제적인 사건을 논평하는 데 적합한 밈으로 만든다. 컨트리볼이 다룬 사건과 주제 중에는 센카쿠 열도 분쟁, 2013년 교황 콘클라베 (호르헤 마리오 베르고글리오가 새 교황으로 선출된 것), 러시아의 크림반도 합병, 동남아시아 스모그, 대만의 필리핀 노동자 관련 문제가 있다.

## 평가

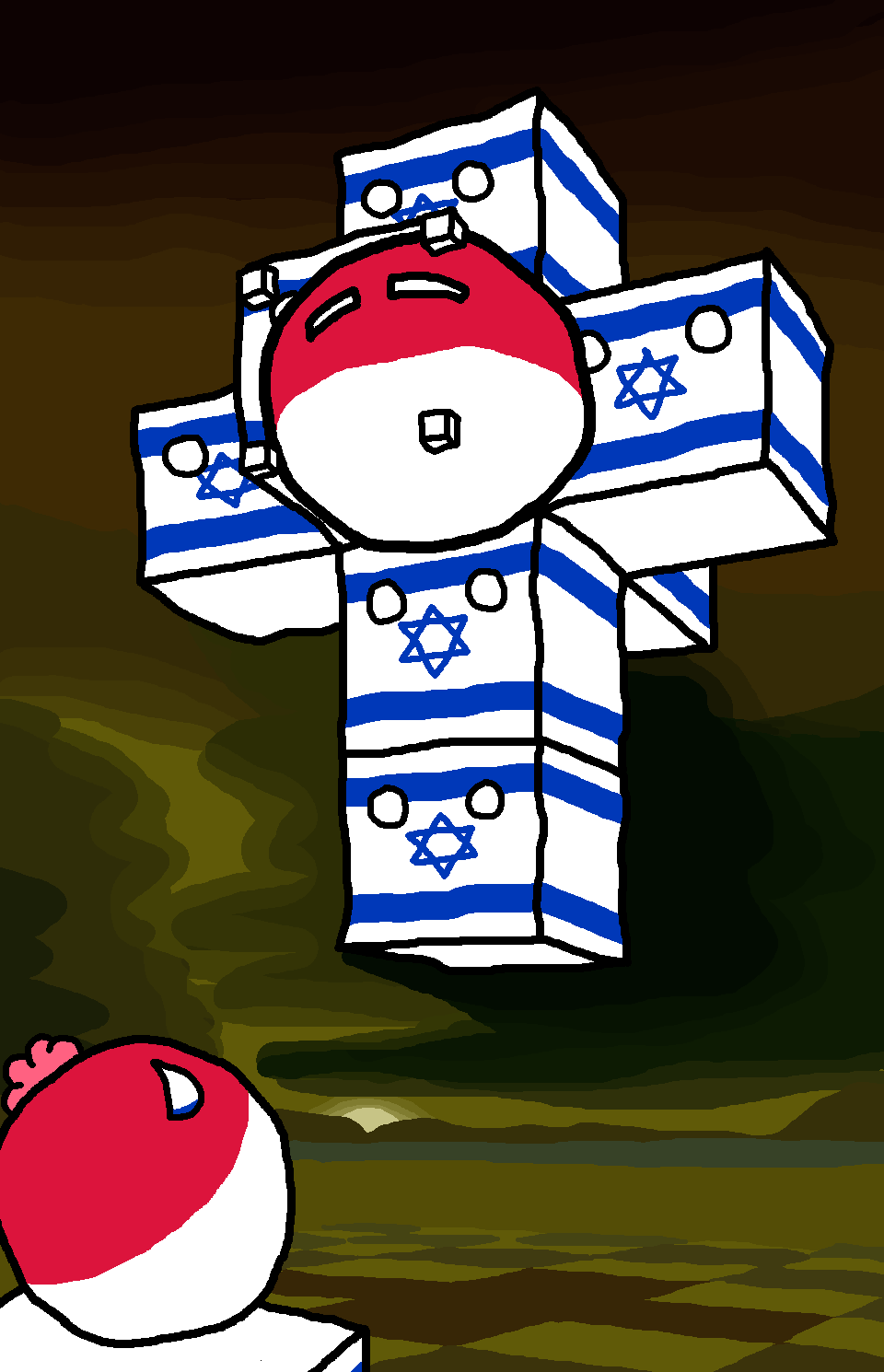
살바도르 달리의 십자가에 못 박히심 (초입방체)를 참조한 폴란드볼 만화의 예시로, 보이치에흐 올렉시아크가 설명한 폴란드 순교 고정관념을 보여준다.

폴란드 정부 자금 지원 아담 미츠키에비츠 인스티튜트의 프로젝트인 culture.pl에 글을 쓴 보이치에흐 올렉시아크는, 누구나 폴란드볼 만화를 만들 수 있기 때문에 이 밈의 존재가 사람들이 인종, 종교, 역사에 대한 개인적인 견해를 표현할 새로운 기회를 창출했다고 언급했다. 그는 폴란드볼을 최고의 인터넷 밈으로 묘사하며, 만화의 줄거리가 "무례하고, 무례하며, 인종차별적이고, 욕설적이거나, 그저 멍청할 수 있다"고 덧붙였고, 만화의 정치적으로 올바르지 않은 특성이 이 밈의 매력을 더한다고 언급했다.
동시에 올렉시아크는 폴란드볼 만화가 종종 폴란드인이 다른 국적자들만큼 영어를 능숙하게 구사하지 못하고, 폴란드 자체가 멍청하고 지나치게 가톨릭적인 사람들로 가득 찬 나라인 것처럼 과장된 폴란드 고정관념을 사용한다고 지적한다. 반면에 그는 폴란드볼 만화에 사용된 일부 고정관념, 예를 들어 국가의 영광스러운 역사에 대한 이야기를 늘어놓고 뿌리 깊은 순교에 몰두하는 것은 대체로 사실이라고 인정한다. 대조적으로, 폴란드인들이 많은 국가적 콤플렉스를 가지고 있고 자신들의 실패를 외부 세력 탓으로 돌리는 고정관념은 사실이지만 어느 정도 정당화될 수 있다고 말한다. 올렉시아크는 더 나아가 폴란드볼을 통해 폴란드인들이 "오랜 원한에 대해 유머 감각을 가질" 수 있다고 언급한다.

## 대중문화에서
컨트리볼: 모던 볼페어(Countryballs: Modern Ballfare)라는 온라인 멀티플레이어 3인칭 슈팅 게임이 2021년 6월 마이크로소프트 윈도우용으로 스팀에 출시되었다. 전략 비디오 게임인 컨트리볼즈 히어로즈(CountryBalls Heroes)는 2021년 11월 마이크로소프트 윈도우용으로 스팀에 출시되었다. 이 게임은 나중에 게임 개발 월드 챔피언십 2021에서 38번째 팬 인기 주간 투표에서 우승했다.

## 같이 보기
- 사회 논평
- 시사 만평
- 인터넷 밈 목록
- 헤타리아 Axis Powers – 국가들을 인간으로 의인화한 일본 웹 만화
- 토끼의 해 이야기 – 국가들을 동물로 의인화한 중국 웹 만화

## 내용주
1. ↑  "폴란드볼"이라는 용어는 폴란드가 등장하든 안 하든 상관없이 종종 같은 의미로 사용된다.
2. ↑  2025년 7월 기준 미로스와프 헤르마셰프스키와 스와보슈 우즈난스키-비시니에프스키는 각각 1978년 소유스 30호와 2025년 액시엄 미션 4에 탑승하여 우주 비행을 한 유일한 폴란드 국적자이다.[25][26] 또한, 2023년 8월 폴란드 우주국은 첫 위성 이글아이를 발사했다.[27]